# Campanha a leste da Síria (2017)
A Campanha no leste da Síria (2017) foi uma operação militar de grande escala do Exército Árabe Sírio (EAS) e aliados contra os últimos redutos do Estado Islâmico do Iraque e do Levante (EI/EIIL) durante a Guerra Civil Síria. Os objectivos da ofensiva do EAS eram expulsar os últimos jihadistas na cidade de Deir Ezzor; libertar a cidade de Mayadin (a nova "capital" do EIIL após a queda de Raqqa) e, por fim, a libertação de Abu Kamal, que era o último bastião urbano dos jihadistas no final de 2017.

## Campanha

### Cercando Deir Ezzor
Após uma operação a grande escala no verão de 2017 no centro da Síria, que conseguiu quebrar o cerco do EIIL sobre a cidade de Deir Zor, o Exército Sírio iniciou com as operações para cercar os últimos enclaves do EI na cidade. A 15 de setembro, a porta-voz do Ministério dos Negócios Estrangeiros da Rússia Maria Zakharova anunciou o início da ofensiva ao longo do Rio Eufrates, denominada "Salto de Assad". Três dias depois, as forças governamentais atravessaram o Eufrates usando pontes militares, e lançaram sobre a parte leste da cidade de Deir Ezzor. Por 16 de outubro, o Exército Sírio capturou a cidade de al-Husayniyah na parte leste do Eufrates, e assim montando um cerco sobre as últimas posições do EI na cidade de Deir Ezzor.

### Captura de Mayadin
Ao mesmo tempo que prosseguia com as operações em Deir Ezzor, o EAS lançou uma ofensiva em direcção à cidade de Mayadin, a nova capital do Estado Islâmico, a 4 de outubro, chegando a 10 quilómetros da cidade. O Exército Sírio avançou sobre Mayadin a partir do oeste em 6 de outubro, mas o avanço foi travado pelo EI.
Em 12 de outubro, o Exército Sírio cercou Mayadin, após o EAS ter avançou sobre a parte ocidental e norte da cidade. Dois dias depois, a cidade foi capturada e por 17 de outubro, todo o território entre Deir Ezzor e Mayadin estava sob controlo do governo sírio.

### Expulsão do EIIL da cidade de Deir Ezzor
Após cercar posições do Estado Islâmico em Deir Ezzor a meio de outubro., o Exército Sírio iniciou as operações para libertar toda a cidade a 17 de outubro, rapidamente capturando três distritos. Em 26 de outubro, as forças governamentais capturaram a Ilha de Saqr e dias mais tarde capturaram dois distritos e um estádio em Deir Ezzor
Em 2 de novembro, as linhas de defesa do EIIL em Deir Ezzor colapsaram, com as Forças Tigre e a Guarda Republicana a conseguirem efectuar grandes avanços na parte central da cidade, capturando Hamidyah, o maior distrito de Deir Ezzor. Isto deixou o jihadistas do Estado Islâmico encurralados nos quatros bairros da cidade que ainda controlavam.., ao longo da parte ocidental do rio Eufrates. Durante a madrugada de 2 para 3 de novembro, o EAS capturou três distritos, deixando o EIIL a controlar apenas um distrito na cidade Em 3 de novembro, o Exército Sírio capturaram toda a cidade

### Ofensiva de Abu Kamal
Em 23 de outubro, as forças governamentais começaram a ofensiva com o objectivo de capturar a cidade fronteiriça de Abu Kamal, capturando a estratégica Estação de Bombeamento T-2 em 26 de outubro.., ficando a 40 quilómetros de Abu Kamal Por esta altura, o EIIL estava a preparar a defesa da cidade fronteiriça
Em 28 de outubro, o EIIL lançou um contra-ataque que conseguiu recapturar duas localidades ao longo do Eufrates e empurrou as tropas governamentais de volta para Mayadin, mas não conseguiu recuperar o estação T-2.
A 5 de novembro, as forças governamentais efectuaram fortes avanços chegando a 15 quilómetros da cidade, e alcançando a Fronteira Iraque-Síria. Após o Exército Sírio se terem ligado a grupos das Forças de Mobilização Popular na fronteira em 8 de novembro, o EAS e aliados lançaram um assalto contra Abu Kamal, rapidamente cercando a cidade. No dia seguinte, as forças governamentais capturaram Abu Kamal mas, no dia seguinte, o Estado Islâmico retomou partes da cidade após um contra-ataque. Em 11 de novembro, a cidade foi totalmente recapturada pelo EI.
Em 17 de novembro, o Exército Sírio voltaram a atacar Abu Kamal, e no 19 de novembro recapturaram-na de vez aos jihadistas.

### Parte ocidental do Rio Eufrates
Combates na zona rural dos arredores de Abu Kamal continuaram até 28 de novembro. Entre 16 a 28 de novembro, 399 combatentes dos dois lados morreram durante os combates... Durante este tempo, as forças governamentais continuaram a avançar no lado ocidental ao longo do Eufrates, com o objectivo de cercar as últimas posições do EIIL a sudeste de Mayadin. O enclave do EIIl foi cercado a 21 de novembro, e nos dias seguintes o Exército Sírio lentamente expulsou os jihadistas do enclave Em 28 de novembro, o enclave foi capturado e a cidade de Al-Quriyah a ser tomada pelo EAS
O Exército Sírio continuou com as operações com o objectivo de unir as tropas que avançam a sudeste de Mayadin com as tropas que estavam em Abu Kamal. A 5 de dezembro, as forças governamentais estavam a 10 quilómetros de conseguirem tal objectivo, o que viria a acontecer no dia seguinte. Além disto, as tropas governamentais conseguiram capturar todas as posições ao longo do Eufrates, após o EIIL se ter retirado para a zona rural ocidental da província de Deir Ezzor.

Durante o último assalto ao longo do Eufrates, o Estado Islâmico mandou vários Carros-bomba contra posições do Exército Sírio, causando várias baixas ao EAS. Os ataques suicidas e terrestres do EIIL continuaram entre 6 a 17 de dezembro, com 67 combatentes governamentais e 52 jihadistas a morrerem durante os combates. O Estado Islâmico conseguiu recuperar território durante estes combates, mas a 17 de dezembro, as forças governamentais segurou todo o lado ocidental ao longo do rio Eufrates após capturar a cidade de Al-Salihiyah.